# 2003 FH7
2003 FH7 est un astéroïde troyen jovien.

## Description
2003 FH7 est un astéroïde troyen jovien, camp grec, c'est-à-dire situé au point de Lagrange L4 du système Soleil-Jupiter. Il présente une orbite caractérisée par un demi-grand axe de 5.067 UA, une excentricité de 0.098 et une inclinaison de 6.3° par rapport à l'écliptique.

## Compléments